# قصف منطقة مايو (الخرطوم) 2023
في 31 مايو 2023، أصاب قصف من حي الشجرة بالخرطوم حي مايو، جنوب الخرطوم، السودان، خلال معركة الخرطوم. قُتل ما بين 18 إلى 27 شخصًا، وجُرح أكثر من 100 شخص، وهو أكبر عدد من القتلى في حدث واحد منذ بدء الحرب في 15 أبريل/نيسان.

## مقدمة
بدأت حرب 2023 في السودان في 15 أبريل 2023، بعد أن حاولت قوات الدعم السريع الإطاحة بالحكومة السودانية بقيادة عبد الفتاح البرهان. وأدت محاولة الانقلاب إلى إغراق العاصمة السودانية الخرطوم والمدينتين الشقيقتين، أم درمان وبحري، في حرب مدن قاسية. وأصبح حي مايو، جنوب الخرطوم، ملاذاً لسكان الخرطوم النازحين داخلياً لأنه لم يتأثر إلى حد كبير بالأطراف المتحاربة. كان حي الشجرة أحد آخر الأماكن الخاضعة لسيطرة الجيش السوداني في الخرطوم.
واتفق الطرفان على وقف إطلاق النار في 20 مايو/أيار، إلا أنه انتهك مراراً وتكراراً. ومُدد وقف إطلاق النار في 29 مايو/أيار، ووقعت اشتباكات متفرقة قبل القصف.

## القصف
قصف حي الشجرة الذي تسيطر عليه القوات المسلحة السودانية. وسقطت ست قذائف دبابة من الحي على سوق ستة في حي مايو. وأفاد السكان أن القصف طال عدة مناطق أخرى، بينها أجزاء من حي اليرموك وحي الأندلس وأجزاء من حي الأزهري. ونقل القتلى والجرحى إلى مستشفى بشائر الحكومي التعليمي، وهو أحد المستشفيات القليلة التي ظلت مفتوحة في المدينة. في البداية، أعلن عن مقتل سبعة عشر شخصًا وإصابة 106 آخرين. وارتفعت الحصيلة لاحقًا من 18 إلى 27 قتيلاً، وقال الأطباء أن العدد قد يرتفع بسبب نقص الخدمات الطبية.
وفي اليوم التالي، أبلغت غرف الطوارئ المحلية عن قصف آخر في المنطقة، مما أسفر عن مقتل خمسة أشخاص وإصابة 26 آخرين. وأصاب القصف أيضاً حي الأزهري واليرموك.

## ما بعد الكارثة
علقت الولايات المتحدة والمملكة العربية السعودية تمديد وقف إطلاق النار الناتج عن معاهدة جدة بسبب "الانتهاكات الجسيمة" من قوات الدعم السريع والقوات المسلحة السودانية. وفي اليوم التالي للقصف، أعلنت الولايات المتحدة أيضًا فرض عقوبات على كبار المسؤولين السودانيين.